# Kruklanki (gmina)
Pour le village, voir Kruklanki.
Kruklanki est une gmina rurale du powiat de Giżycko, Varmie-Mazurie, dans le nord de la Pologne. Son siège est le village de Kruklanki, qui se situe environ 12 km au nord-est de Giżycko et 100 km à l'est de la capitale régionale Olsztyn.
La gmina couvre une superficie de 201,01 km2 pour une population de 3 028 habitants.

## Géographie
La gmina inclut les villages de Boćwinka, Borki, Brożówka, Budziska Leśne, Chmielewo, Diabla Góra, Grądy Kruklaneckie, Jasieniec, Jeziorowskie, Jurkowo, Kamienna Struga, Knieja Łuczańska, Kruklanki, Lipowo, Majerka, Możdżany, Podleśne, Sołtmany, Wolisko, Żabinka, Żywki, Żywki Małe et Żywy.
La gmina borde les gminy de Banie Mazurskie, Giżycko, Kowale Oleckie, Pozezdrze, Świętajno et Wydminy.